# Sankt Peter-Böhl

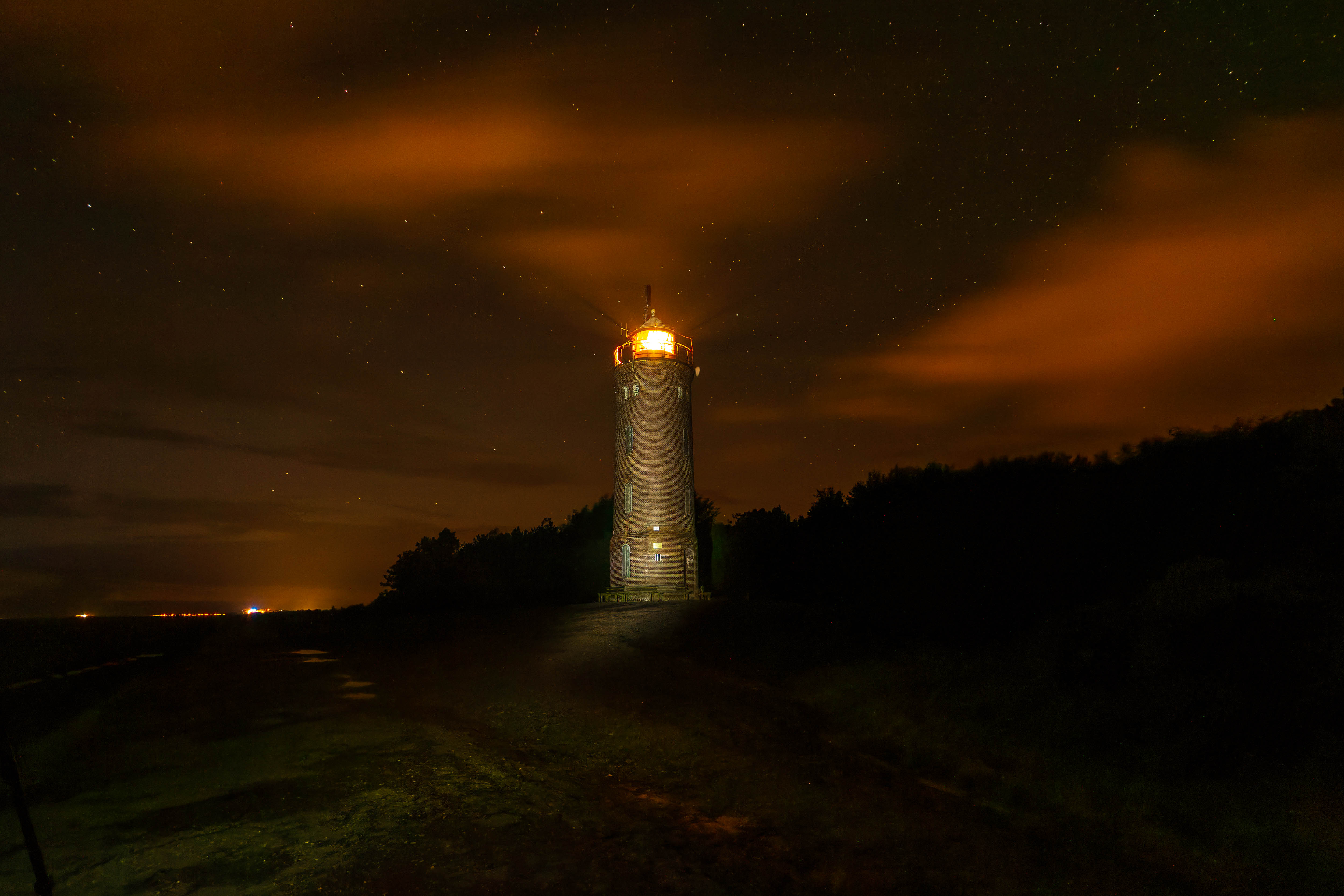
Der Böhler Leuchtturm bei Nacht

Böhl ist zusammen mit Süderhöft der südlichste Ortsteil des Nordseeheil- und Schwefelbades Sankt Peter-Ording im Kreis Nordfriesland in Schleswig-Holstein.
Wahrzeichen des Ortsteils ist der Böhler Leuchtturm im Bereich Süderhöft, ein runder, rotbrauner Ziegelturm auf dem Seedeich mit einer Gesamthöhe von 18,4 m. Er wurde 1892 als Tagessichtzeichen erbaut. 1914 erhielt er seine Laterne mit der heutigen Kennung Blk. (2) w. r. 15 s.
Am Böhler Strand befindet sich eine Badestelle mit den für Sankt Peter-Ording typischen Pfahlbauten. In den Sommermonaten kann die Badestelle mit dem PKW angefahren werden.